# Otis Tufton Mason
Otis Tufton Mason (Eastport, 10 aprile 1838 – Washington, 5 novembre 1908) è stato un etnologo statunitense.
Viene ricordato per i suoi studi sui nativi americani con una particolare attenzione per le tecnologie primitive, gli utensili e l'artigianato, e per il suo interesse nel ruolo rivestito dalle donne all'interno delle comunità, come espresso nella sua pubblicazione Woman's Share in Primitive Culture del 1895. Ha avuto inoltre un ruolo fondamentale nella raccolta e classificazione dei materiali presenti nel Dipartimento di Etnologia dello Smithsonian Institution.

## Biografia
Otis Tufton Mason, figlio di John Mason, commerciante marittimo, e Rachel Thompson Lincoln, nacque a Eastport, nel Maine, dove visse i primi anni della sua infanzia. Una serie di problemi finanziari legati all'attività del padre costrinse la famiglia a spostarsi verso sud, prima a Filadelfia e, poco dopo, a Haddonfield, nel New Jersey. Nel 1849 i Mason acquistarono una casa e un appezzamento di terra a Woodlawn, nella Contea di Fairfax, in Virginia. Vi si trasferirono nello stesso anno e Otis li seguì nel 1951.

A diciotto anni si iscrisse al Columbia College (ora George Washington University), un'istituzione Battista a Washington D.C., dove ricevette una formazione standard secondo la filosofia morale scozzese ed ebbe la possibilità di approfondire gli studi biblici e i classici. Dopo aver conseguito la laurea Mason ricoprì la carica di preside prima nella Preparatory School del college e poi entrò nell'organico dell'università stessa; vi insegnò per ventidue anni, fino al 1884, tenendo corsi di arti liberali, storia naturale e antropologia. 
Per soddisfare il suo interesse per la storia mediterranea e per i classici, Mason visitava spesso lo Smithsonian Institution, un istituto di istruzione e ricerca amministrato e finanziato dal governo degli Stati Uniti, con lo scopo di consultare il materiale storiografico lì disponibile in grande quantità. Fu in una di queste occasioni che, nel 1869, grazie a una sua analisi di un testo in semitico, attirò l'attenzione del Segretario, Spencer Baird. Si deve proprio a quest'ultimo il cambio di rotta negli studi di Mason che, dapprima interessato all'analisi delle origini delle culture europee, si indirizzò verso un approfondimento e successiva classificazione dei casi di studio etnografico provenienti dal continente americano e contenuti nelle collezioni dello Smithsonian.
Nel 1872 iniziò un periodo di collaborazione sempre più serrata con lo Smithsonian Institution, dove lavorava nell'ambito etnologico: per dodici anni Mason dedicò tutto il suo tempo libero dal lavoro di docente alle collezioni del museo, assemblandole e riorganizzandole in vista di un nuovo edificio in costruzione.
Nel febbraio del 1879 comparve, attraverso un comunicato sulla stampa di Washington, un annuncio per la formazione della Archeological Society. L'inserto portava la firma dei fondatori: Mason, Joseph M. Toner, uno studioso di medicina, e Garrick Mallery, ufficiale dell'esercito ed etnologo, e aveva il compito di radunare studiosi e scienziati volenterosi per prendere parte alla creazione di questo gruppo di ricerca e divulgazione. Mason suggerì di ampliare l'ambito della società, proponendo l'appellativo "antropologico", e fu incaricato di redigere la costituzione che sarebbe stata la base su cui regolare le attività della neonata Anthropological Society di Washington. Rimase sempre profondamente interessato al progetto, contribuendo in gran parte al suo programma e alla rivista a esso collegata, The American Anthropologist.
Nel 1884 Mason decise di ritirarsi dall'insegnamento per diventare curatore a tempo pieno del dipartimento di etnologia dello Smithsonian Institution. Nei suoi primi anni da intendente fu occupato dagli sforzi di illustrare l'obiettivo dell'etnologia, attraverso gli studi da lui pubblicati, e di definire la classificazione dei materiali da inserire nella nuova struttura dello Smithsonian, inaugurata nel 1881. Mason lavorò, con George Brown Goode, ittiologo e fidato assistente di Spencer Baird, ai preparativi per l'installazione e la riorganizzazione dei materiali espositivi trasferiti nel nuovo edificio. Mantenne la posizione di curatore fino al 1902, anno in cui il suo compito iniziò a riguardare la gestione del dipartimento di antropologia.
Nel 1889 fu nominato trustee (una sorta di curatore onorario) presso la George Washington University e nel 1898 ricevette la laurea ad honorem dalla sua Alma Mater.
Pur in difficili condizioni di salute, Mason trascorse gli ultimi anni della sua vita continuando a svolgere la sua attività. Morì a Washington D. C., il 5 novembre del 1908

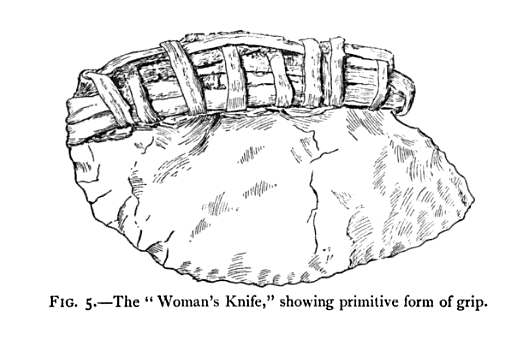
Illustrazione di Otis Tufton Mason: un coltello "da donna" con una forma primitiva di impugnatura, 1895.

## Opere
- The Human Beast of Burden (1887)
- Cradles of the American Aborigines (1887)
- The Ulu or Woman's Knife of the Eskimo (1890)
- Woman's Share in Primitive Culture (1895)
- The Origins of Invention: a study of Industry among Primitive Peoples (1895)
- Influence of Environment upon Human Industries or Arts (1896)
- The Man's Knife among the North American Indians (1899)
- Pointed Bark Canoes of the Kutenai and Ainu (1889)
- Traps of the American Indians (1901)
- A Primitive Frame for Weaving Narrow Fabrics (1901)
- Aboriginal American Harpoons (1902)
- Aboriginal American Basketry: Studies in a Textile Art without Machinery (1904)